# سيريل ديسرس
سيريل ديسرس (بالإنجليزية: Cyriel Dessers)‏ (مواليد 8 ديسمبر 1994) هو لاعب كرة قدم نيجيري يلعب في مركز الهجوم في نادي جينك البلجيكي.

## روابط خارجية
- سيريل ديسرس على موقع الاتحاد الأوربي (الإنجليزية)
- سيريل ديسرس على موقع الاتحاد البلجيكي (الإنجليزية)
- سيريل ديسرس على موقع قاعدة بيانات كرة القدم.إي يو (الإنجليزية)
- سيريل ديسرس على موقع ناشيونال فوتبول تيمز (الإنجليزية)
- سيريل ديسرس على موقع Soccerbase.com (لاعب) (الإنجليزية)
- سيريل ديسرس على موقع Soccerway.com (الإنجليزية)
- سيريل ديسرس على موقع عالم كرة القدم.نت (الإنجليزية)
- سيريل ديسرس على موقع AS.com (الإسبانية)